# Eleições gerais em Maurício em 2010
As eleições gerais foram realizadas na Maurícia em 5 de maio de 2010. A coalizão composta pelo Partido Trabalhista Maurício sob Navin Ramgoolam, o Movimento Socialista Militante sob Pravind Jugnauth e o Partido Social Democrata Maurício sob Xavier Luc Duval, ganhou a maioria com 41 assentos no parlamento. A coalizão liderada pelo Movimento Militante das Maurícias sob Paul Berenger terminou em segundo lugar com 18 assentos. A Frente de Solidariedade da Maurícia ganhou um assento e o Movimento Rodrigues ganhou os dois lugares restantes. As eleições foram as nonas a serem realizadas desde a independência do Reino Unido em 1968.
O Partido Trabalhista das Maurícias, o Partido Social Democrata das Maurícias (PMSD) e o Movimento Socialista Militante (MSM) formaram uma coligação eleitoral chamada Alliance de L'Avenir (em português:  Aliança do Futuro) para esta eleição. Ramgoolam, o líder da aliança, atribuiu 35 assentos ao seu próprio partido para competir pelos 60 assentos na ilha, enquanto o MSM recebeu 18 e o PMSD 7. Antes da eleição, parecia que Berenger poderia ganhar volta ao cargo de PM que ocupou de 2003 a 2005; ele foi o primeiro primeiro-ministro desde a independência que não era de origem sul-asiática.  Berenger liderou sua própria aliança de partidos, conhecida como Alliance du Coeur (em português:  Aliança do Coração), uma referência ao logotipo oficial do Movimento Militante Maurício, de longe o maior partido dessa aliança. Os partidos sediados em Rodrigues disputam as duas cadeiras restantes, sendo a Organização Popular de Rodrigues e o Movimento Rodrigues os principais partidos ali.
Durante a eleição, 62 assentos na Assembleia Nacional da Maurícia foram disputados com mais oito assentos a serem designados pela comissão eleitoral sob uma fórmula complexa projetada para manter o equilíbrio dos grupos étnicos no parlamento.  Os candidatos devem declarar a que grupo étnico (hindu, muçulmano, chinês ou "população geral") pertencem para concorrer a uma vaga. Em 2010, 104 dos candidatos recusaram-se a fazê-lo, resultando na sua desclassificação, restando 529 candidatos para as vagas. Cerca de 130 observadores estrangeiros, incluindo alguns da União Africana e da Comunidade de Desenvolvimento da África Austral, estiveram presentes para acompanhar o processo de votação.
Cerca de novecentas mil pessoas foram elegíveis para votar na eleição. Os principais temas debatidos foram reforma econômica e constitucional, fraude, corrupção, tráfico de drogas e etnia. Paul Berenger acusou o governo em exercício de abusar da estação de televisão estatal, a Mauritius Broadcasting Corporation, para influenciar os eleitores. Ele também acusou seus oponentes políticos de usar o comunalismo e de chamar atenção negativamente para sua ascendência franco-mauriciana minoritária para levar os eleitores contra ele.
A Alliance de l'Avenir obteve 49,31% do total de votos e 41 assentos, enquanto a Alliance du Coeur obteve 42,36% dos votos e 18 assentos. Os demais partidos e candidatos independentes obtiveram 8,14% dos votos. Dos 62 assentos, apenas dez mulheres foram eleitas.
Depois que a Alliance de L'Avenir foi declarada vencedora da votação, seu líder, Navin Ramgoolam, mencionou que governaria no interesse de todos os mauricianos, para que ninguém ficasse para trás. Acrescentou que as prioridades do seu governo são a melhoria das infra-estruturas rodoviárias, a segurança das populações, a educação, a saúde e o desenvolvimento da juventude. Paul Berenger, que admitiu a derrota após a eleição, disse que os membros de seu partido continuariam sua luta por uma Maurícia melhor. Ele alegou que esta eleição não foi livre e justa, atribuindo a derrota de sua aliança a vários fatores, incluindo cobertura parcial da eleição pela estação de televisão estatal, mais recursos financeiros por seus oponentes políticos, comunalismo e sistema eleitoral. No entanto, ele estaria disposto a trabalhar com o governo para a reforma eleitoral, especialmente porque sua aliança obteve apenas 18 dos 62 assentos, apesar de ter conquistado 43% dos votos populares.
Em 7 de maio de 2010, a Comissão de Fiscalização Eleitoral decidiu que os candidatos não eleitos ocupariam os 8 assentos adicionais na Assembleia Nacional com base nas declarações religiosas e étnicas dos candidatos não eleitos, um sistema conhecido como 'Melhor Sistema perdedor'. Excepcionalmente, em vez de 8, apenas 7 candidatos foram designados. De acordo com o procedimento normal, os 4 melhores lugares perdedores são atribuídos a candidatos não eleitos, mas que obtiveram a maior percentagem de votos como membro de um partido político. No entanto, eles tinham que ser de uma religião ou etnia apropriada para manter o equilíbrio no parlamento. 4 outros assentos devem ser distribuídos para não alterar o resultado da eleição. A Alliance de L'Avenir recebeu 4 assentos adicionais, enquanto a Alliance du Coeur obteve 2 assentos adicionais. Enquanto a Comissão de Fiscalização Eleitoral não teve problemas em atribuir um lugar a um candidato da Organização Popular Rodrigues, teve dificuldade em escolher um candidato para o oitavo lugar, que normalmente tem de ser um sino-mauriciano de um dos outros dois partidos vitoriosos nesta eleição. Mas dado que nem a Frente de Solidariedade das Maurícias nem o Movimento Rodrigues tiveram candidatos desta comunidade durante esta eleição, nenhum candidato foi nomeado para o 8.º lugar adicional.
Observadores da União Africana para esta eleição declararam que o sistema Best Loser é problemático para a unidade nacional do país, embora possa reforçar a coesão social. Eles também consideraram que as eleições gerais de 2010 nas Maurícias foram 'livres e transparentes'.

## Resultados
| Partidos e alianças | Votos     | %      | Assentos | Assentos adicionais | Total de assentos |
| --- | --------- | ------ | -------- | ------------------- | ----------------- |
| Aliança do Futuro (Alliance de L'Avenir) - Partido Trabalhista (Parti Travailliste) - Partido Social-Democrata Mauriciano (Parti Mauricien Social-Démocrate) - Movimento Socialista Mauriciano (Mouvement Socialiste Mauricien)    | 1.001.903 | 49,69  | 41       | 4                   | 45                |
| Aliança do Coração (Alliance du Coeur) - Movimento Militante Mauriciano (Mouvement Militant Mauricien) - União Nacional (Union Nationale) - Movimento Socialista Democrático Mauriciano (Mouvement Mauricien Socialiste Démocrate) | 847.095   | 42,01  | 18       | 2                   | 20                |
| Frente de Solidariedade Mauriciana (Front Solidarité Mauricienne) | 51,161    | 2.54   | 1        | —                   | 1                 |
| Movimento de Rodrigues (Mouvement Rodriguais) | 20.933    | 1,04   | 2        | —                   | 2                 |
| Organização do Povo de Rodrigues (Organisation du Peuple Rodriguais) | 18.815    | 0,93   | —        | 1                   | 1                 |
| Total | 2.016.427 | 100,00 | 62       | 7                   | 69                |
| Fontes: gov.mu, gov.mu |           |        |          |                     |                   |